# Đinh Thanh Trung
Đinh Thanh Trung (sinh ngày 24 tháng 1 năm 1988) là một cầu thủ bóng đá chuyên nghiệp người Việt Nam. Anh hiện đang chơi cho câu lạc bộ Hồng Lĩnh Hà Tĩnh ở vị trí tiền vệ.
Năm 2017, anh đoạt danh hiệu Quả bóng vàng Việt Nam khi cùng câu lạc bộ Quảng Nam giành chức vô địch quốc gia.

## Sự nghiệp quốc tế
Anh lần đầu được triệu tập lên đội tuyển bóng đá quốc gia Việt Nam tham dự AFF Cup 2010. Anh ra mắt đội tuyển khi vào sân từ ghế dự bị trong trận thắng Myanmar với tỷ số 7–1 ở trận ra quân.
Bốn năm sau, anh tham dự kỳ AFF Cup thứ 2 dưới sự dẫn dắt của huấn luyện viên Toshiya Miura.
Năm 2016, dưới thời HLV Nguyễn Hữu Thắng, Thanh Trung trở thành cầu thủ quan trọng của tuyển Việt Nam. Trong trận đấu gặp Singapore tại giải đấu giao hữu AYA Bank Cup 2016, anh ghi bàn trong hiệp phụ giúp Việt Nam thắng 3–0, đây cũng là bàn thắng đầu tiên của anh cho đội tuyển quốc gia. Tại AFF Cup 2016, Thanh Trung được ra sân 5 trận, đội tuyển dừng chân tại bán kết khi để thua với tổng tỷ số 3–4 trước Indonesia.
Sau khi Lê Công Vinh giải nghệ, Thanh Trung trở thành người giữ băng thủ quân của đội tuyển quốc gia. Năm 2018, anh được gọi vào danh sách sơ bộ tham dự AFF Cup 2018 của đội tuyển Việt Nam nhưng không lọt vào danh sách 23 cầu thủ chính thức. Ngay sau đó, anh cũng đã nói lời chia tay đội tuyển quốc gia.

## Thống kê sự nghiệp

### Câu lạc bộ
| Câu lạc bộ        | Mùa giải       | Giải vô địch   | Giải vô địch | Giải vô địch | Cúp Quốc gia | Cúp Quốc gia | Khác | Khác | Tổng cộng | Tổng cộng |
| Câu lạc bộ        | Mùa giải       | Hạng           | Trận         | Bàn          | Trận         | Bàn          | Trận | Bàn  | Trận      | Bàn       |
| ----------------- | -------------- | -------------- | ------------ | ------------ | ------------ | ------------ | ---- | ---- | --------- | --------- |
| Hòa Phát Hà Nội   | 2007           | V.League 1     | 6            | 1            | 1            | 0            | 1    | 0    | 8         | 1         |
| Hòa Phát Hà Nội   | 2008           | V.League 1     | 12           | 1            | 1            | 0            | —    | —    | 13        | 1         |
| Hòa Phát Hà Nội   | 2009           | V.League 2     | 24           | 10           | 2            | 0            | —    | —    | 26        | 10        |
| Hòa Phát Hà Nội   | 2010           | V.League 1     | 26           | 9            | 3            | 1            | —    | —    | 29        | 10        |
| Hòa Phát Hà Nội   | 2011           | V.League 1     | 18           | 1            | 2            | 0            | —    | —    | 20        | 1         |
| Hòa Phát Hà Nội   | Tổng cộng      | Tổng cộng      | 86           | 22           | 9            | 1            | 1    | 0    | 96        | 23        |
| Hà Nội            | 2012           | V.League 1     | 3            | 2            | —            | —            | —    | —    | 3         | 2         |
| Quảng Nam         | 2013           | V.League 2     | 14           | 10           | 3            | 0            | —    | —    | 17        | 10        |
| Quảng Nam         | 2014           | V.League 1     | 22           | 13           | 1            | 0            | —    | —    | 23        | 13        |
| Quảng Nam         | 2015           | V.League 1     | 25           | 11           | 1            | 0            | —    | —    | 26        | 11        |
| Quảng Nam         | 2016           | V.League 1     | 26           | 8            | 6            | 3            | —    | —    | 32        | 11        |
| Quảng Nam         | 2017           | V.League 1     | 26           | 10           | 5            | 2            | —    | —    | 31        | 12        |
| Quảng Nam         | 2018           | V.League 1     | 26           | 8            | 1            | 0            | 1    | 0    | 28        | 8         |
| Quảng Nam         | 2019           | V.League 1     | 24           | 9            | 5            | 0            | —    | —    | 29        | 9         |
| Quảng Nam         | 2020           | V.League 1     | 18           | 4            | 1            | 0            | —    | —    | 19        | 4         |
| Quảng Nam         | 2021           | V.League 2     | 7            | 1            | 1            | 1            | —    | —    | 8         | 2         |
| Quảng Nam         | Tổng cộng      | Tổng cộng      | 188          | 74           | 24           | 6            | 1    | 0    | 213       | 80        |
| Hồng Lĩnh Hà Tĩnh | 2022           | V.League 1     | 15           | 1            | 2            | 0            | —    | —    | 17        | 1         |
| Hồng Lĩnh Hà Tĩnh | 2023           | V.League 1     | 20           | 2            | 2            | 0            | —    | —    | 22        | 2         |
| Hồng Lĩnh Hà Tĩnh | 2023-24        | V.League 1     | 7            | 1            | —            | —            | —    | —    | 7         | 1         |
| Hồng Lĩnh Hà Tĩnh | Tổng cộng      | Tổng cộng      | 42           | 4            | 4            | 0            | —    | —    | 46        | 4         |
| Tổng sự nghiệp    | Tổng sự nghiệp | Tổng sự nghiệp | 319          | 102          | 37           | 7            | 2    | 0    | 358       | 109       |

### Đội tuyển quốc gia
| Đội tuyển quốc gia | Năm       | Trận | Bàn |
| ------------------ | --------- | ---- | --- |
| Việt Nam           | 2010      | 0    | 0   |
| Việt Nam           | 2014      | 1    | 0   |
| Việt Nam           | 2016      | 6    | 1   |
| Việt Nam           | 2017      | 5    | 1   |
| Việt Nam           | 2018      | 1    | 0   |
| Tổng cộng          | Tổng cộng | 13   | 2   |

### Bàn thắng quốc tế
| #  | Ngày                 | Địa điểm                                        | Đối thủ   | Bàn thắng | Kết quả       | Giải đấu                 |
| -- | -------------------- | ----------------------------------------------- | --------- | --------- | ------------- | ------------------------ |
| 1. | 6 tháng 6 năm 2016   | Sân vận động Thuwunna, Yangon, Myanmar          | Singapore | 3–0       | 3–0 (s.h. p.) | AYA Bank Cup 2016        |
| 2. | 10 tháng 10 năm 2017 | Sân vận động Quốc gia Mỹ Đình, Hà Nội, Việt Nam | Campuchia | 1–0       | 5–0           | Vòng loại Asian Cup 2019 |

## Thành tích

### Câu lạc bộ
Quảng Nam
- V-League 2: 2013
- V-League 1: 2017
- Siêu cúp bóng đá Việt Nam: 2017
- Á quân Cúp quốc gia Việt Nam: 2019

### Quốc tế
Việt Nam

### Cá nhân
- Vua phá lưới V-League 2: 2013
- Quả bóng vàng Việt Nam: 2017[4]

## Bê bối
Năm 2024, Đinh Thanh Trung cùng bốn cầu thủ khác của câu lạc bộ Hồng Lĩnh Hà Tĩnh đã bị tạm giữ vì liên quan việc sử dụng ma túy tại một khách sạn ở thành phố Hà Tĩnh. Anh bị tuyên án 4,5 năm tù vào ngày 27 tháng 8 năm 2024 vì hành vi chủ mưu tổ chức sử dụng ma túy.